# Takashi Sambonsuge
Takashi Sambonsuge (japanisch 三本菅 崇 Sambonsuge Takashi; * 5. Juni 1978 in der Präfektur Kanagawa) ist ein ehemaliger japanischer Fußballspieler.

## Karriere
Sambonsuge erlernte das Fußballspielen in der Schulmannschaft der Kojo High School. Seinen ersten Vertrag unterschrieb er 1997 bei den Urawa Reds. Der Verein spielte in der höchsten Liga des Landes, der J1 League. 2000 wechselte er zum Zweitligisten Mito HollyHock. 2001 wechselte er zum Ligakonkurrenten Ventforet Kofu. Für den Verein absolvierte er 18 Ligaspiele. Danach spielte er bei den FC Horikoshi (2002–2005), Matsumoto Yamaga FC (2005–2009), Nara Club (2010–2012) und Arterivo Wakayama (2013–2016). Ende 2016 beendete er seine Karriere als Fußballspieler.